# Estádio da Madeira
O Estádio da Madeira, informalmente conhecido como como Choupana, é um estádio de futebol localizado na cidade do Funchal, na Ilha da Madeira, Portugal e é propriedade do Clube Desportivo Nacional, onde manda os seus jogos. O estádio tem atualmente capacidade para 5 200 pessoas.
O estádio está localizado na Cidade Desportiva do CD Nacional, que também inclui campos de treino e um campus para jovens chamado Cristiano Ronaldo Campus Futebol, em honra de Cristiano Ronaldo. A Cidade Desportiva está localizada na zona norte do Funchal, no alto das montanhas do bairro da Choupana.

## História
Foi em 1998, com o presidente Rui Alves ao leme, que se iniciou a construção do novo estádio do Nacional de nome Eng. Rui Alves, que é inaugurado em 2000 com apenas uma bancada para 2 500 espectadores. Nesse mesmo ano, o clube se instala definitivamente na Choupana deixando de jogar no estádio municipal, o Estádio dos Barreiros, partilhado entre os três maiores clubes da região.
Em janeiro de 2007, após um período de construção, o estádio sofreu a sua segunda expansão que elevou a capacidade para 5 200 lugares com uma nova bancada totalmente coberta. Desde então, o estádio dispõe apenas de duas bancadas que percorrem todo o comprimento do campo sendo que as duas extremidades do campo estão ocupadas por vedações altas.
A 1 de junho de 2007, o estádio passou a chamar-se de Estádio da Madeira, depois de o clube ter chegado a um acordo com o governo local para promover a Região da Madeira. O nome simboliza também o facto de, na altura, o estádio ser o recinto desportivo mais moderno da ilha da Madeira, embora não o maior. Essa posição era ocupada pelo antigo estádio municipal, o Estádio do Marítimo, casa do rival do Nacional, o CS Marítimo, que entretanto foi renovado. Também em 2007, o campus da academia foi renomeado para Cristiano Ronaldo Campus Futebol.
A inauguração oficial da Cidade Desportiva ocorreu a 16 de novembro de 2007 num evento que opôs o CD Nacional ao SL Benfica, com os encarnados a levar a melhor com um único golo de Yu Dabao.
O investimento de 23 milhões de euros por parte do Governo Regional da Madeira colocou o Nacional num patamar, a nível de infraestruturas, como poucos em Portugal. Para além do estádio, o clube passou a contar com três campos relvados para a formação e outras infraestruturas de apoio.
Esta infraestrutura desportiva integra os seguintes espaços lúdico desportivos:
Cristiano Ronaldo Campus Futebol (3 campos de treinos) e Estádio com os seguintes espaços:
- Tribuna Presidencial
- 20 camarotes
- Hotel com 20 quartos
- Sala de convívio e lazer para os atletas
- Refeitório
- Restaurante
- Sports Bar
- Bar VIP
- Vários bares espalhados por todo o complexo desportivo com livre acesso
- Pavilhão multiusos
- Sala de reuniões
- Sala Presidencial
- Zona de escritórios
- Auditório
- Laboratório de Imagem
- Parque de estacionamento de 3 pisos com capacidade para cerca de 700 viaturas
- Campo Centenário
- Zonas de lazer
- Loja do Nacional